# Василије Дамјановић
Василије Дамјановић је издао прву српску аритиметику.
Једна од ретких имена везано за рађање световне културе српског друштва у Угарској у XVIII веку, и један од првих просветитељских писаца код Срба уопште је Василије Дамјановић, трговац, сенатор и кнез сомборског магистрата.
Василије Дамјановић, рођен у Сомбору 1735. године, син је Јована Дамјановића, последњег великог капетана сомборског војног шанца, војсковође и велепоседника сомборског. Школовао се у Пожуну и Венецији и био веома образован човек. Осим матерњег, српског језика, говорио је још и мађарски, словачки, немачки, латински, италијански, француски, румунски и грчки. Један је од ретких световњака оног времена који је писао за потребе првих српских школа у Угарској.
Написао је и у Венецији 1767. године штампао уџбеник Новаја сербскаја аритметика или простоже наставленије к хесапу. To је прва српска аритметика уопште. Занимљиво је и од значаја што је ова књига, изузев предговора, сва писана скоро чистим народним језиком, чиме је Дамјанвић, уз Захарија Орфелина, један од ретких писаца који су још пре Доситеја писали књиге народним језиком. Без обзира на оригиналност, књига одаје високу стручност и методичност ауторову, а интересантна је и по својој терминологији, у којој Дамјановић даје прве наше стручне изразе и називе у аритметици. Нажалост, овај, ваљда први уџбеник код Срба, који је писан народним језиком, није коришћен у православним вереисповедним школама, због Дамјановићева преласка у католичку веру, а и због тога што се у оно време и сама употреба народног говора у књигама сматрала малтене као јерес.
Дамјановић је касније напустио своју списатељску делатност. Наследивши од оца огромно имање, он је једно време често путовао по западним земљама, крећући се у најотменијим и најутицајнијим круговима Европе. А када му је понестало средстава од наследства, вратио се у Сомбор. Овде се првобитно бавио трговином, а потом наставио чиновничку и политичку каријеру свога оца. У Сомбору је достигао највиша чиновничка звања. За чиновничке заслуге добио је 1783. године од цара Јосифа II племићку титулу и грб. Међутим, рачунајући на своје високо образовање, познавање светских прилика, углед, и своје и очеве везе са утицајним круговима Беча, очекивао је, али није дочекао, већу политичку улогу међу Словенима у Аустријској царевини, ради чега је и прешао у католичку веру.
Разочаран, осиромашен, без пријатеља, игнорисан од племића и народа, умро је од капи у Сомбору 1792. године.